# 루나 (스마트폰)
루나(LUNA)는 2015년 9월 4일에 대한민국에서 출시된 휴대전화이다. TG앤컴퍼니가 기획 및 디자인, 마케팅을 진행했으며, 폭스콘이 제조한다. SK텔레콤을 통해 단독 출시되었다.

## 연혁
- 2015년 9월 4일에 출시된 TG앤컴퍼니의 첫 번째 휴대전화이다.

## 운영 체제/소프트웨어

### 안드로이드 5.0 롤리팝
안드로이드 5.0를 기본 탑재하였다.

### 안드로이드 6.0 마시멜로
2016년 6월 3일에 안드로이드 6.0으로 업데이트되었다.

## 단점

### 소프트웨어
- 스크린샷을 찍으려면 디바이스 옵션에 들어가서 스크린샷을 찍어야 해서 중요한 순간을 놓칠 수 있다는 것에서 단점이 있다.

-홈키와 전원버튼을 동시에 누르면 스크린샷이 찍힌다. 이 방법은 안드로이드 순정이나 사이애노젠모드에서도 쓰이는 표준이다. 또한 오래 사용하면 스마트폰의 거의 모든 기능이 제대로 작동하지 않는다.9
디자인도 별로 안 예쁘고 잘 고장난다

### 카메라화질
- 후면카메라 사용시 초점을 잘 잡지 못한다는 평. 이 단점은 야간촬영시에 극대화되어 인물 또는 배경이 흐릿하게 보일정도.

- 야간 촬영 시, 설정 -> 촬영 옵션에서 노출값을 올리거나 ISO수치를 400~800사이로 조정, 후면 조명을 켜면 야간촬영시 특별한 문제는 없다.

### 터치감
- 타 기업의 경쟁사 폰과 미루어 봤을 때 터치감이 그렇게 좋지 않다는것을 느낄수있다. 하지만 사용하는데는 큰 문제가없다.

### 블루투스
- 호환성이 좋지않고.  이동시 더욱 나빠져 소리가 자주 끊김

## 색상
- 웜 실버
- 다크 그레이

## 특수 기능

### 루나 백업
정보를 백업하는 기능이다. 리셋하는 법이 홈버튼이 없어서 어렵다.

### 루나 금고
개인정보를 보호하는 기능이다.

## 외형
애플 아이폰 6 플러스와 유사한 디자인을 가진 패블릿 스마트폰이다.